# 马克·希尔希
马克·希尔希（德語：Marc Hirschi，1998年8月24日—），瑞士男子自行车运动员，2016年世界青年场地自行车锦标赛男子麦迪逊赛金牌得主、2020年世界公路自行车锦标赛男子公路赛铜牌得主。